# 福浦燈塔
福浦燈塔為日本石川縣羽咋郡志賀町（舊為富來町）建立之燈塔。

## 歷史

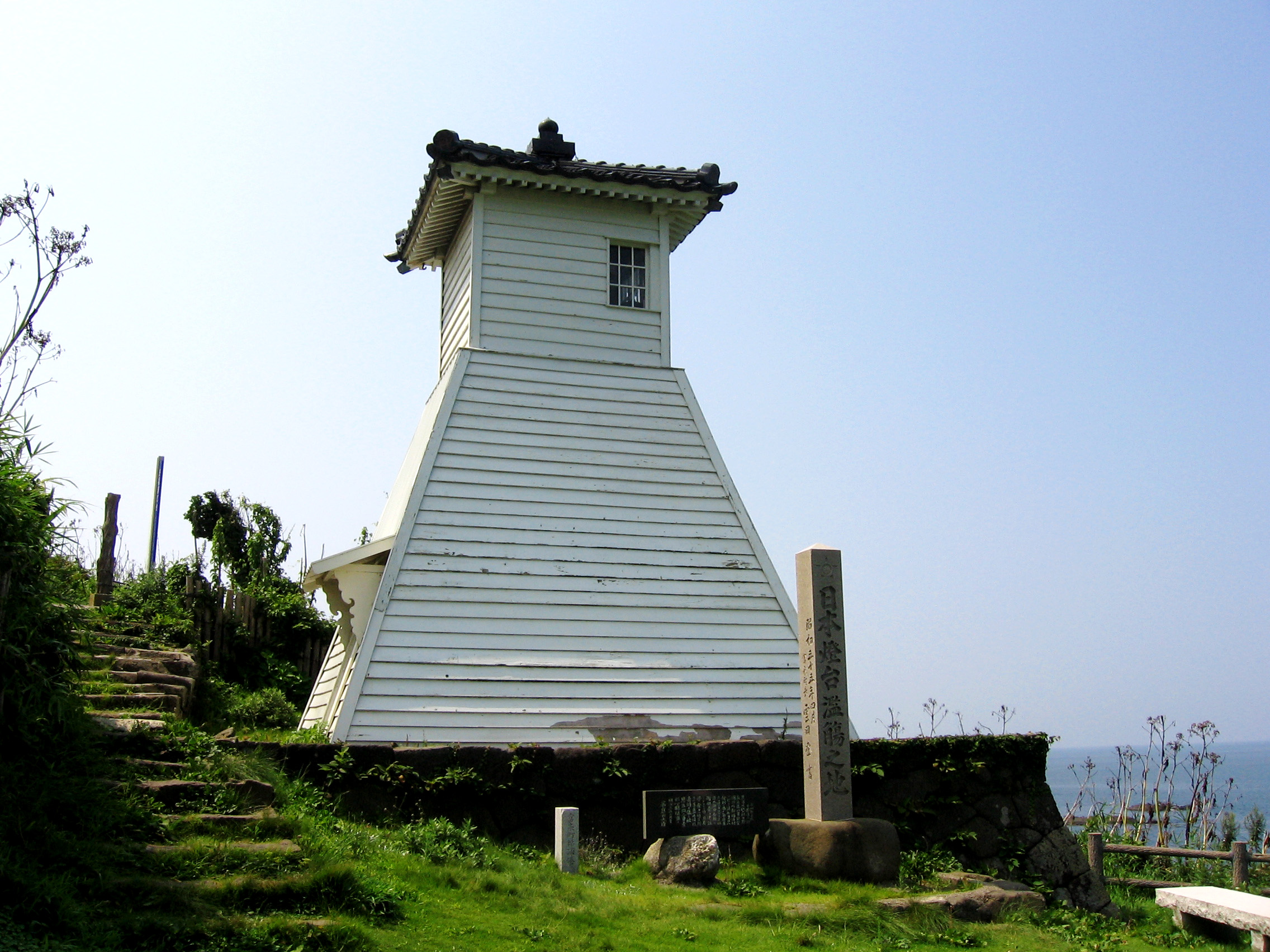
舊福浦燈塔（福浦燈塔的前身）

福浦燈塔位於福浦港，使用木造舊福浦燈塔至1984年（昭和59年）止。之後改為新建之福浦燈塔。

## 燈塔結構與行政諸元

### 燈塔結構諸元
- 航路標識番號：
- 塔身塗色・構造：塔身塗白色，塔構造為水泥混凝土造。
- 燈器：
- 燈質：單閃白光（毎12秒1閃光）。
- 實効光度：2.5萬cd。
- 光程：15.5浬＜約28.71km＞。
- 明弧：
- 塔高＜地上～塔頂＞：13m。
- 燈高＜平均海面～燈火＞：28m。
- 燈塔座標：北緯37度4分40秒、東經136度43分08秒。

### 燈塔行政諸元
- 管轄機關：日本海上保安廳第9管區海上保安本部。
- 初點燈：1984年（明治59年）。
- 所在地：石川縣羽咋郡志賀町。

## 交通路線
從羽咋市出發沿129國道到往北向能登半島方向走。至羽咋郡明蓮寺後左轉38號縣道(石川縣立高濱高等學校方向)。經過兜岩花之博物館約1公里後，往左走一般道路往福浦郵局(即禪正寺方向)。至福浦電信局前之加油站後，再往左走向海濱之方向，約5分鐘即可抵達福浦燈塔。

## 關連項目
- 燈塔
- 舊福浦燈塔
- 福浦港

## 外部連結
- （日語）海上保安廳第九管區海上保安部 Japan 9th Regional Coast Guard Headquarters （页面存档备份，存于）
- （日語）金澤海上保安部 （页面存档备份，存于）
- （日語）Piropedia - 旧福浦灯台 （页面存档备份，存于）
- （日語）日本最古の木造灯台＠旧福浦灯台 (石川県) | 世界再見 （页面存档备份，存于）
- （日語）旧福浦灯台（旅行ブログ『プチたび』）
- （日語）志賀町観光ガイド＞歴史を楽しもう＞旧福浦灯台
- （日語）旧福浦灯台の旅行・観光ならおでかけガイド-じゃらんnet （页面存档备份，存于）
- （日語）灯台用語集Ｆ（页面存档备份，存于）